# Тёрнквест, Орвилл
Сэр Орвилл Элтон Тёрнквест (англ. Orville Alton Turnquest; род. 19 июля 1929, Багамские Острова) — багамский политик, генерал-губернатор Багамских Островов (1995—2001).

## Биография
Тёрнквест родился 19 июля 1929 года.
В период с 1942 по 1945 год он работал в юридической палате А. Ф. Аддерли с 1947 по 1953 год, будучи вызванным в коллегию адвокатов Багамских островов 26 июня 1953 года. Впоследствии он учился в Лондонском университете, получив степень бакалавра права с отличием, а в июле 1960 года был принят в английскую коллегию адвокатов.
Он занимал пост генерального прокурора Багамских островов и министра юстиции и иностранных дел с 21 августа 1992 года, а 1 сентября 1993 года стал заместителем премьер-министра, генеральным прокурором и министром иностранных дел. Он был посвящен в рыцари в 1995 году.